# Palaumarkduva
Palaumarkduva (Pampusana canifrons) är en starkt hotad fågel i familjen duvor inom ordningen duvfåglar. Den förekommer endast i Palauöarna i västra Stilla havet.

## Utseende och läte
Palaumarkduvan är en liten (22 cm) marklevande duva. Den är blågrå på huvud och bröst, mörkare på hjässan och ljusare på övre delen av bröstet, medan strupen är vit. Nedre delen av bröstet har en skär anstrykning. Resten av undersidan är mörkt gråbrun.
På ovansidan syns rostrött på övre delen av ryggen och halssidan, tydligt vid uppflog. Mindre vingtäckarna är djupt purpurfärgade. medan resten av ovansidan är bronsgrön, med smala roströda kanter på de flesta fjädrar.
Runt det mörkbruna ögat syns en rosaröd orbitalring. Näbben är svart och benen är skära. Lätet beskrivs som en serie med tio till 20 korta och något stigande toner som levereras med cirka 1,5 toner per sekund.

## Utbredning och systematik
Fågeln  förekommer i  Palauöarna (Babelthuap i söder till Angaur). Den behandlas som monotypisk, det vill säga att den inte delas in i några underarter.

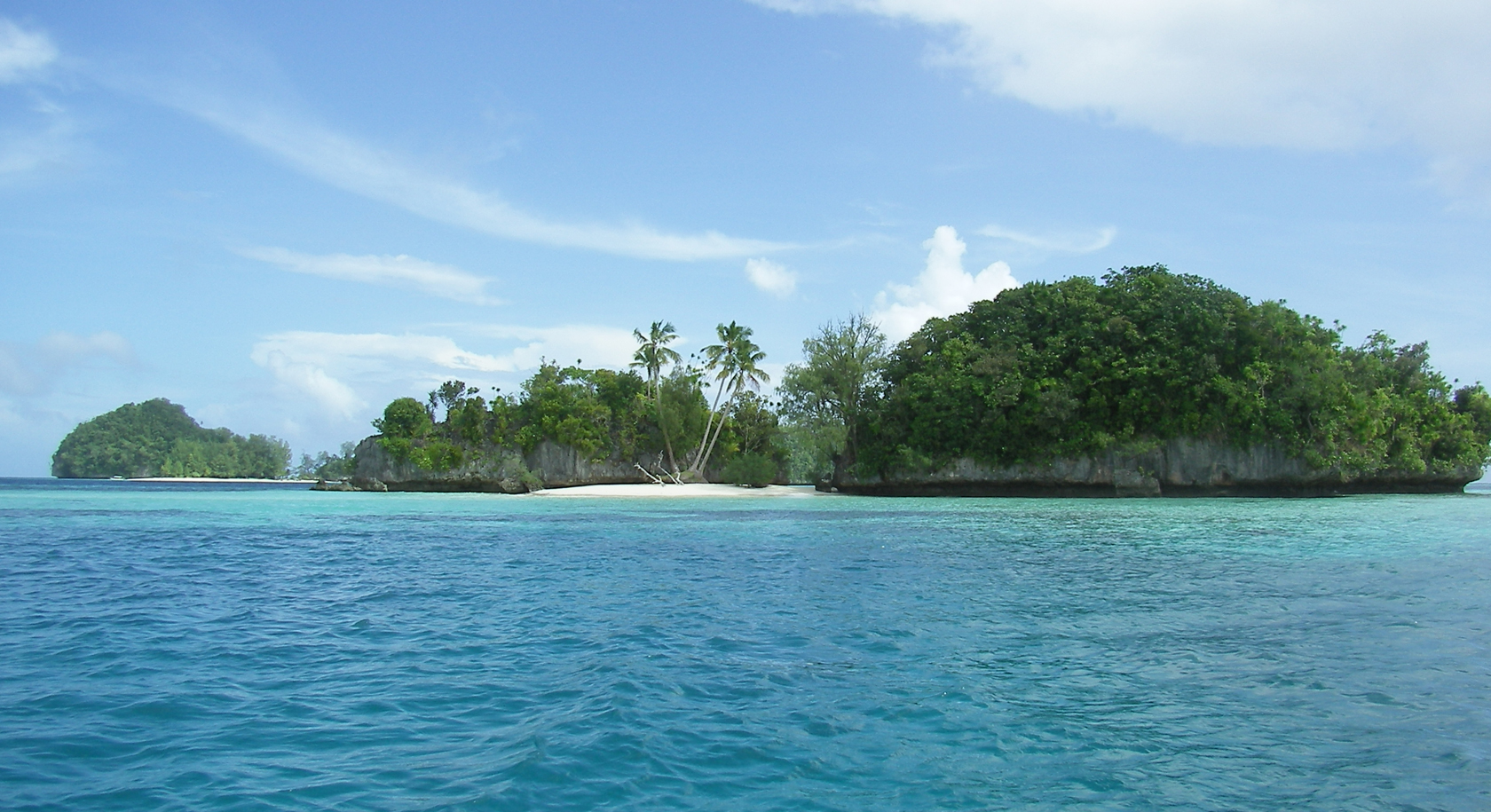
På kalkstensskären Rock Islands i Palau har palaumarkduvan sin tätaste förekomst.

### Släktestillhörighet
Arten placerades tidigare i släktet Gallicolumba. Studier visar dock att dessa inte är varandras närmaste släktingar, där vissa står närmare australiensiska duvor som Geopelia. Dessa har därför lyfts ut till ett eget släkte, initialt Alopecoenas men Pampusana har visat sig ha prioritet.

## Levnadssätt
Palaumarkduvan hittas i skogsområden, där den tydligen är vanligast på kalkstensskären Rock Islands söder om Koror. Den är huvudsakligen marklevande och rör sig där både snabbt och graciöst. När den skräms hoppar den upp från marken med ljudliga vingslag och flyger snabbt en kort sträcka. Födan rapporteras bestå av hårda frön.

## Status
Palaumarkduvan är en mycket fåtalig fågel med ett uppskattad bestånd av mellan 250 och 1000 vuxna individer. Den tros dessutom minska i antal, dels till följd av skogsavverkningar, dels predation av adulta fåglar, ungar och ägg av råttor och katter som finns på några av öarna. Internationella naturvårdsunionen IUCN kategoriserar arten som starkt hotad.